# Vlatko Čančar
Vlatko Čančar (ur. 10 kwietnia 1997 w Koprze) – słoweński koszykarz, występujący na pozycjach niskiego lub silnego skrzydłowego, reprezentant kraju, mistrz Europy (2017), aktualnie zawodnik Denver Nuggets.
W 2018 i 2019 reprezentował Denver Nuggets, podczas letniej ligi NBA w Las Vegas.

## Osiągnięcia
Stan na 21 czerwca 2023, na podstawie, o ile nie zaznaczono inaczej.

### NBA
- Mistrz NBA (2023)[4]

### Drużynowe
- Wicemistrz Słowenii U–18 (2014)
- Uczestnik rozgrywek Ligi Adriatyckiej (2016/2017 – 6. miejsce, 2017/2018 – 9. miejsce)

### Indywidualne
- MVP kolejki Ligi Adriatyckiej (18 - 2017/2018)
- Zaliczony do I składu:
  - I składu najlepszych młodych zawodników Ligi Endesa (2019)
  - mistrzostw Słowenii U–18 (2014)
- Uczestnik meczu gwiazd ligi słoweńskiej (2016)

### Reprezentacja
Seniorów
- Mistrz Europy (2017)
- Uczestnik:
  - europejskich kwalifikacji do mistrzostw świata (2017/2018)
  - kwalifikacji do Eurobasketu (2017)

Młodzieżowe
- Brązowy medalista mistrzostw Europy U–18 dywizji B (2015)
- Uczestnik mistrzostw Europy:
  - U–20 (2015 – 13. miejsce, 2016 – 9. miejsce)
  - dywizji B:
    - U–18 (2014 – 5. miejsce, 2015)
    - U–16 (2013 – 4. miejsce)